# Гёрче-Петров (община)
Гёрче-Петров (макед. Општина Ѓорче Петров) — община в Северной Македонии. Община является административной единицей-микрорайоном столицы страны — Скопье, расположена на севере Северной Македонии, в Скопском статистически-экономическом регионе, с населением 41 634 жителей.
Площадь территории общины 622,05 км².
Этническая структура населения в общине по переписи населения 2002 года:
- македонцы — 35 455 (85,2%)
- сербы — 1730 (4,2%)
- албанцы — 1597 (3,8%)
- цыгане — 1249 (3,0%)
- боснийцы — 489 (1,2%)
- остальные — 1114 (2,6%)